# 쇼트크러스트 페이스트리

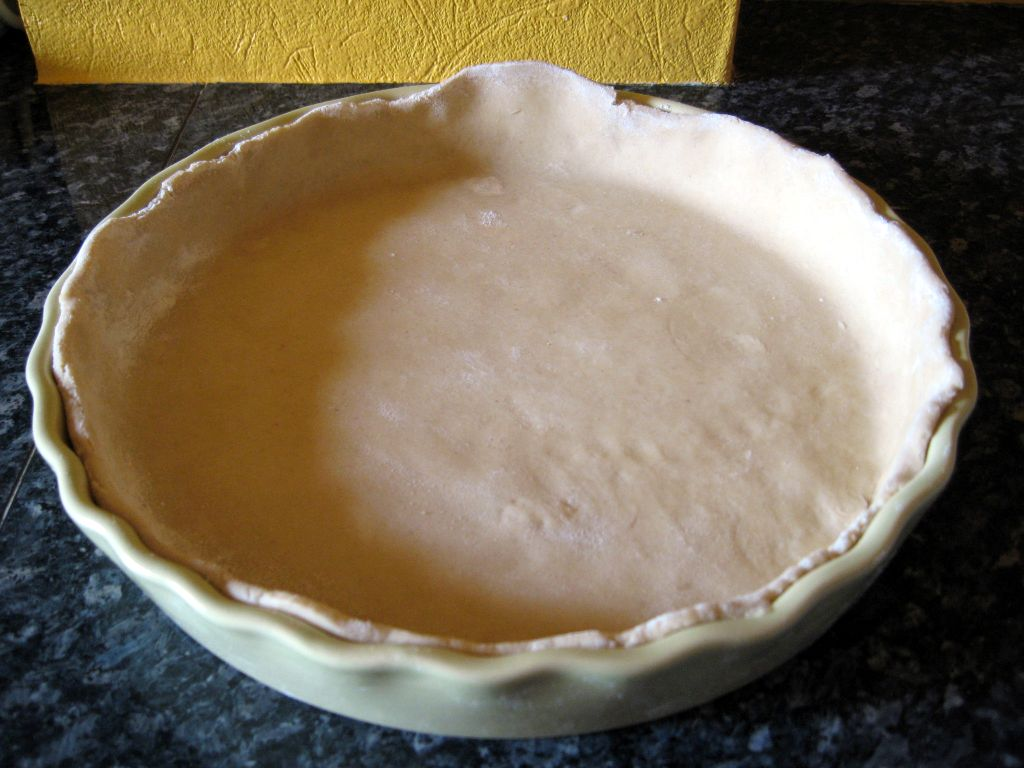

쇼트크러스트 페이스트리(shortcrust pastry)는 페이스트리의 한 종류이다.

쇼트크러스트 페이스트리는 밀가루에 유지, 물 등을 함께 넣고 반죽하여서, 바삭하게 구운 과자, 혹은 빵을 뜻하며, 구조가 마치 크루아상 처럼, 여러 겹이 겹겹이 겹쳐져 있는 것이 특징이다.
쇼트크러스트 페이스트리를 만들 때에는 오븐의 온도를 150℃ 정도로 맞춰야 가장 맛있어진다.

## 같이 보기
- 쇼트브레드